# Cercyonis baroni
Cercyonis baroni är en fjärilsart som beskrevs av Edwards 1880. Cercyonis baroni ingår i släktet Cercyonis och familjen praktfjärilar. Inga underarter finns listade i Catalogue of Life.